# Ухотское сельское поселение
Ухотское сельское поселение или муниципальное образование «У́хотское» — упразднённое в 2020 году муниципальное образование  со статусом сельского поселения в Каргопольском муниципальном районе Архангельской области.
Соответствует административно-территориальным единицам в Каргопольском районе — Кречетовский, Тихмангский, Хотеновский и Ухотский сельсоветы.
Административный центр находился в деревне Песок (У́хта).

## География
Ухотское сельское поселение находилось на крайнем юго-западе Архангельской области, между озером Лача и границей с Вологодской областью. Также к Ухотскому поселению относится анклав вокруг урочища Поржала, с озёрами Климовское и Погостское, находящийся на территории сельского поселения Кемское (Вытегорский район Вологодской области). По территории поселения проходит автотрасса Р1 (Прокшино—Брин-Наволок). Крупнейшие реки в поселении: Свидь, Петеньга, Ухта, Тихманга, Поржала, Совза, Лёкшма. Поселение занимает площадь 315,3 тыс. га.

## История
На седьмом деревянном «цилиндре-замке́» (пломбе), найденном в ходе раскопок в Новгороде в 1980 году в Людином конце, в слое конца X века (970-е — 980-е года), имеется кириллическая надпись, в которой упоминается ухотская местность Тихманга: «Мецъницъ мѣхъ въ Тихъм[ен]гѣ пол[чет]ъвѣръ[та]». (Мешок мечника (сборщик государственных доходов) в Тихменге (река Тихманьга), три с половиной (вероятно, гривны)).
В разные исторические периоды, территория поселения входила в состав Заволочья, в Ингерманландскую губернию, Новгородскую губернию, Петербургскую губернию, Олонецкую губернию, Вологодскую губернию, Няндомский округ Северного края, Северную область. С ноября 1921 года по февраль 1923 года, по Постановлению НКВД РСФСР от 19 апреля 1922 года, центром Ухотской волости была деревня Тоболкина.
По постановлению административной комиссии Олонецкого Губисполкома от 22 ноября 1921 года в Вытегорском уезде было ликвидировано 8 волостей. Ягремская волость была присоединена к Тихмангской волости. Декретом ВЦИК от 18 сентября 1922 года в состав Петроградской губернии вошли Вытегорский и Лодейнопольский уезды, при этом Тихманьгская, Ухотская и Шильдская волости (за исключением деревни Казанская Пустынь) Вытегорского уезда были перечислены в Каргопольский уезд Вологодской губернии.
В 1963 — 1965 годах данная территория входила в состав Каргопольского сельского района.
Муниципальное образование было образовано в 2004 году за счёт присоединения к муниципальному образованию территорий ранее планировавшихся самостоятельными Кречетовского и Тихмангского сельских поселений, в сельское поселения вошёл также нежилой посёлок Совза, расположенный на территории Коношского района, предполагавшийся в составе Кречетовского сельского поселения. Ухотское сельское поселение упразднено в 2020 году после образования Каргопольского муниципального округа.

## Население
Численность населения Ухотского сельского поселения на 1 января 2020 года — 1 957 человек.
| 2005  | 2010  | 2011  | 2012  | 2013  | 2014  | 2015  |
| ----- | ----- | ----- | ----- | ----- | ----- | ----- |
| 2969  | ↘2538 | ↘2529 | ↘2473 | ↘2396 | ↘2328 | ↘2238 |
| 2016  | 2017  | 2018  | 2018  | 2019  | 2020  |       |
| ↘2163 | ↘2070 | ↘2016 | →2016 | ↘1987 | ↘1958 |       |

## Состав сельского поселения
В состав сельского поселения входят 104 населённых пункта
| №   | Населённый пункт | Тип населённого пункта          | Население |
| --- | ---------------- | ------------------------------- | --------- |
| 1   | Алексинская      | деревня                         | ↘0        |
| 2   | Анфимова         | деревня                         | →2        |
| 3   | Астафьево        | деревня                         | →0        |
| 4   | Барановская      | деревня                         | ↘7        |
| 5   | Василево         | деревня                         | →0        |
| 6   | Васильево        | деревня                         | →0        |
| 7   | Волосовская      | деревня                         | ↗1        |
| 8   | Горка            | деревня                         | →0        |
| 9   | Горка            | деревня                         | ↗1        |
| 10  | Григорьево       | деревня                         | ↗113      |
| 11  | Грихневская      | деревня                         | ↘1        |
| 12  | Давыдово         | деревня                         | ↘0        |
| 13  | Давыдово         | деревня                         | ↗5        |
| 14  | Давыдовская      | деревня                         | ↘0        |
| 15  | Данилово         | деревня                         | →33       |
| 16  | Дергуново        | деревня                         | ↘8        |
| 17  | Дуброво          | деревня                         | ↘86       |
| 18  | Елизарово        | деревня                         | ↗40       |
| 19  | Еремино          | деревня                         | →15       |
| 20  | Ефремово         | деревня                         | ↗51       |
| 21  | Железниковская   | деревня                         | →0        |
| 22  | Жеребчевская     | деревня                         | →0        |
| 23  | Загорье          | деревня                         | ↘1        |
| 24  | Запарино         | деревня                         | ↘5        |
| 25  | Заполье          | деревня                         | →1        |
| 26  | Заполье          | деревня                         | ↘19       |
| 27  | Зобово           | деревня                         | →0        |
| 28  | Зыково           | деревня                         | →0        |
| 29  | Ильино           | деревня                         | ↘306      |
| 30  | Исаково          | деревня                         | →1        |
| 31  | Ишуково          | деревня                         | ↗109      |
| 32  | Капово           | деревня                         | →0        |
| 33  | Кекинская        | деревня                         | ↗18       |
| 34  | Киняково         | деревня                         | →0        |
| 35  | Ковежское        | деревня                         | →38       |
| 36  | Кольцово         | деревня                         | ↘7        |
| 37  | Кононово         | деревня                         | ↗9        |
| 38  | Кононовская      | деревня                         | ↗1        |
| 39  | Красково         | деревня                         | →1        |
| 40  | Кречетово        | деревня                         | ↘346      |
| 41  | Кропачева        | деревня                         | →2        |
| 42  | Кузнецово        | деревня                         | →0        |
| 43  | Лавровская       | деревня                         | →1        |
| 44  | Лаптево          | деревня                         | ↗17       |
| 45  | Ларионово        | деревня                         | ↘18       |
| 46  | Леонтьево        | деревня                         | ↗20       |
| 47  | Лохово           | деревня                         | →0        |
| 48  | Лукино           | деревня                         | →1        |
| 49  | Макаровская      | деревня                         | →2        |
| 50  | Мальшинское      | деревня                         | ↘2        |
| 51  | Манойловская     | деревня                         | →0        |
| 52  | Матвеева         | деревня                         | →0        |
| 53  | Медведево        | деревня                         | ↗29       |
| 54  | Митрофаново      | деревня                         | ↗14       |
| 55  | Михайловская     | деревня                         | →0        |
| 56  | Михалево         | деревня                         | →0        |
| 57  | Михалевская      | деревня                         | ↘5        |
| 58  | Моисеево         | деревня                         | →18       |
| 59  | Мокеевская       | деревня                         | ↘15       |
| 60  | Мостовая         | деревня                         | ↗6        |
| 61  | Мурховская       | деревня                         | ↗5        |
| 62  | Мячевская        | деревня                         | ↘18       |
| 63  | Низ              | деревня                         | ↗52       |
| 64  | Никифорово       | деревня                         | ↘44       |
| 65  | Никулинская      | деревня                         | ↘0        |
| 66  | Новое Село       | деревня                         | →0        |
| 67  | Орлово           | деревня                         | →0        |
| 68  | Осташевская      | деревня                         | ↗138      |
| 69  | Осютино          | деревня                         | →0        |
| 70  | Патровская       | деревня                         | ↗319      |
| 71  | Песок            | деревня, административный центр | ↘89       |
| 72  | Площадная        | деревня                         | ↗4        |
| 73  | Погорелка        | деревня                         | ↗9        |
| 74  | Погост           | деревня                         | ↘19       |
| 75  | Прилучная        | деревня                         | →0        |
| 76  | Прокопьево       | деревня                         | →6        |
| 77  | Ручьевская       | деревня                         | ↘9        |
| 78  | Савинская        | деревня                         | ↘2        |
| 79  | Сазоново         | деревня                         | ↘1        |
| 80  | Самсоново        | деревня                         | →2        |
| 81  | Сварозеро        | деревня                         | ↘22       |
| 82  | Селище           | деревня                         | ↗1        |
| 83  | Село             | деревня                         | ↗3        |
| 84  | Сергеево         | деревня                         | →2        |
| 85  | Сивчевская       | деревня                         | →15       |
| 86  | Скорюково        | деревня                         | ↘26       |
| 87  | Совза            | посёлок                         | →0        |
| 88  | Солза            | посёлок                         | ↗69       |
| 89  | Спирово          | деревня                         | →0        |
| 90  | Стукаловская     | деревня                         | ↗14       |
| 91  | Терехово         | деревня                         | →0        |
| 92  | Тоболкино        | деревня                         | ↘30       |
| 93  | Фатьяново        | деревня                         | →1        |
| 94  | Филипповская     | деревня                         | ↘3        |
| 95  | Философская      | деревня                         | ↘168      |
| 96  | Харлушино        | деревня                         | →1        |
| 97  | Чагловская       | деревня                         | ↗48       |
| 98  | Чагово           | деревня                         | ↗28       |
| 99  | Черницыно        | деревня                         | →0        |
| 100 | Чирьево          | деревня                         | →5        |
| 101 | Шишкино          | деревня                         | →0        |
| 102 | Шуйгино          | деревня                         | ↗3        |
| 103 | Шульгинская      | деревня                         | ↘3        |
| 104 | Юркино           | деревня                         | ↗21       |

Нежилой посёлок Совза с точки зрения административного устройства входит, согласно ОКАТО, но не АГКГН, в Коношский район.

## Экономика
На территории муниципального образования расположено 5 пилорам, в том числе 2 крупные, которые занимаются заготовкой и глубокой переработкой древесины и одно сельскохозяйственное предприятие.

## Археология
Недалеко от устья реки Тихманьга И. С. Поляковым в 1888 году была открыта стоянка каргопольской культуры Тихманга (II – I тыс. до н. э.).